# Ракетный удар по Умани
В ночь на 28 апреля 2023 года российские войска нанесли ракетный удар по Умани в ходе своего вторжения на Украину. Российская ракета попала в жилой девятиэтажный дом, в результате чего погибли 23 человека, в том числе шесть детей.
Помимо Умани, под обстрел попали Днепропетровская и Киевская области. В Днепре в результате атаки был разрушен частный жилой дом, погибли молодая женщина и двухлетняя девочка, ещё трое получили ранения. В городе Украинка Киевской области обломки ракеты попали в жилой дом, пострадала 13-летняя девочка.
Главнокомандующий ВСУ Валерий Залужный заявил, что удар наносился с бомбардировщиков Ту-95 из акватории Каспийского моря ракетами Х-101 и Х-555. По словам украинских военных, всего россияне в ходе атаки выпустили 23 крылатых ракеты, 21 из которых была сбита. Также российские военные для атаки по Украине использовали дроны.
При этом «Укрэнерго» сообщила, что объекты украинской энергетики в этот раз не были повреждены российской атакой.
Предыдущей массовой российской атакой украинских городов были ракетные обстрелы 9 марта 2023 года.

## Ход событий
Атака произошла около 4 часов утра по местному времени. Ракета нанесла повреждения десяти многоэтажным домам, однако наибольшие повреждения получила девятиэтажка, в которую пришлось прямое попадание ракеты. В этом доме был уничтожен целый подъезд, а остальное здание охватил пожар. По данным украинского министра внутренних дел Игоря Клименко, в этом подъезде имелось 46 квартир, из которых 27 были полностью уничтожены. В подъезде проживало 109 человек.
Живший в соседнем доме очевидец атаки говорил: «Мы вскочили, ребёнка спрятали в туалет между основными стенами, за окном все было в дыму, ничего не было видно. Когда немного стихло, спустился вниз — части соседнего дома не было, один подъезд просто сложился. Всюду кричали люди, все горело, было полно побитых машин, наша машина тоже была побита».
В результате атаки было 23 погибших, в том числе 6 детей. Ещё 18 человек получили ранения; 9 из них госпитализировали. 18 июля 2023 года от полученных после удара ран скончалась 26-летняя женщина. Общее число жертв атаки достигло 24 человек.
С начала российского вторжения Умань не знала столь масштабных разрушений. До этого обстрела территорию города российские ракеты атаковали весной 2022 года.
В Черкасской области был объявлен трёхдневный траур.

## Другие атаки

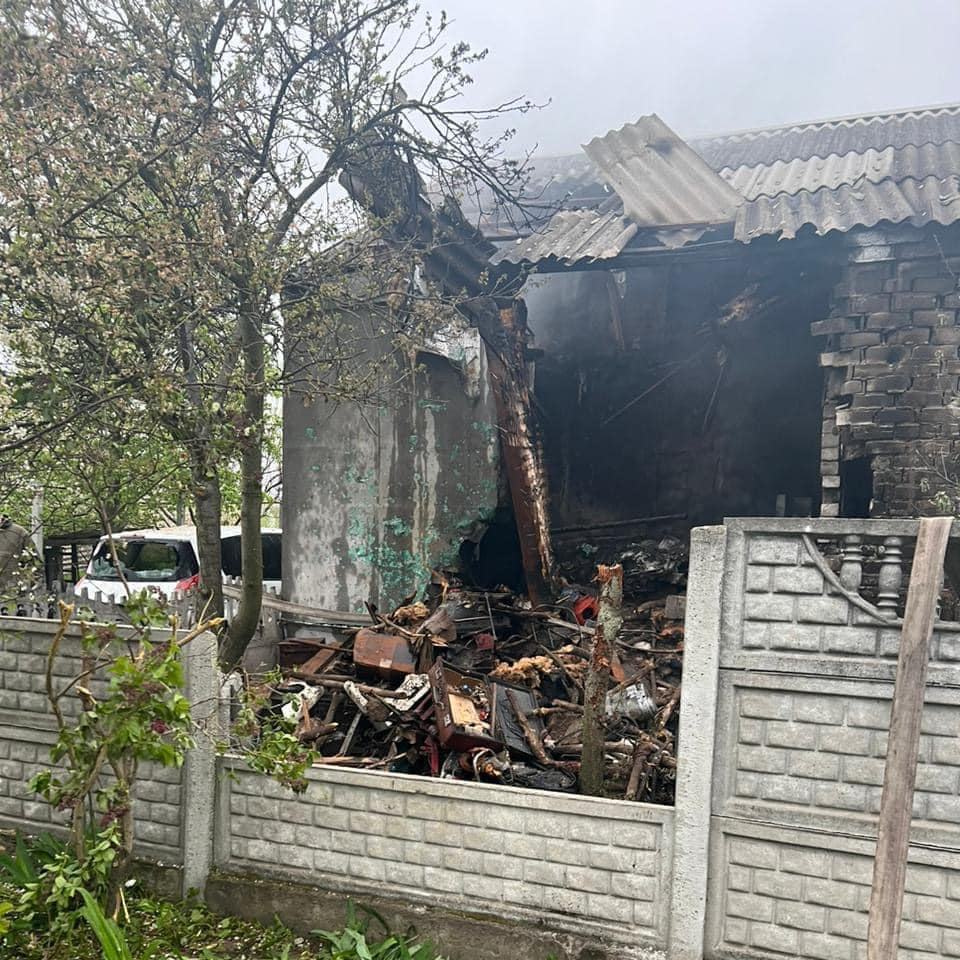
Разрушенный дом в Днепре

### Днепропетровская область
В городе Днепр в результате обстрела был разрушен частный жилой дом, в котором погибли 31-летняя женщина и двухлетняя девочка. Ещё трое человек получили ранения. Также от обстрелов пострадало частное предприятие и строительная база.

### Киевская область

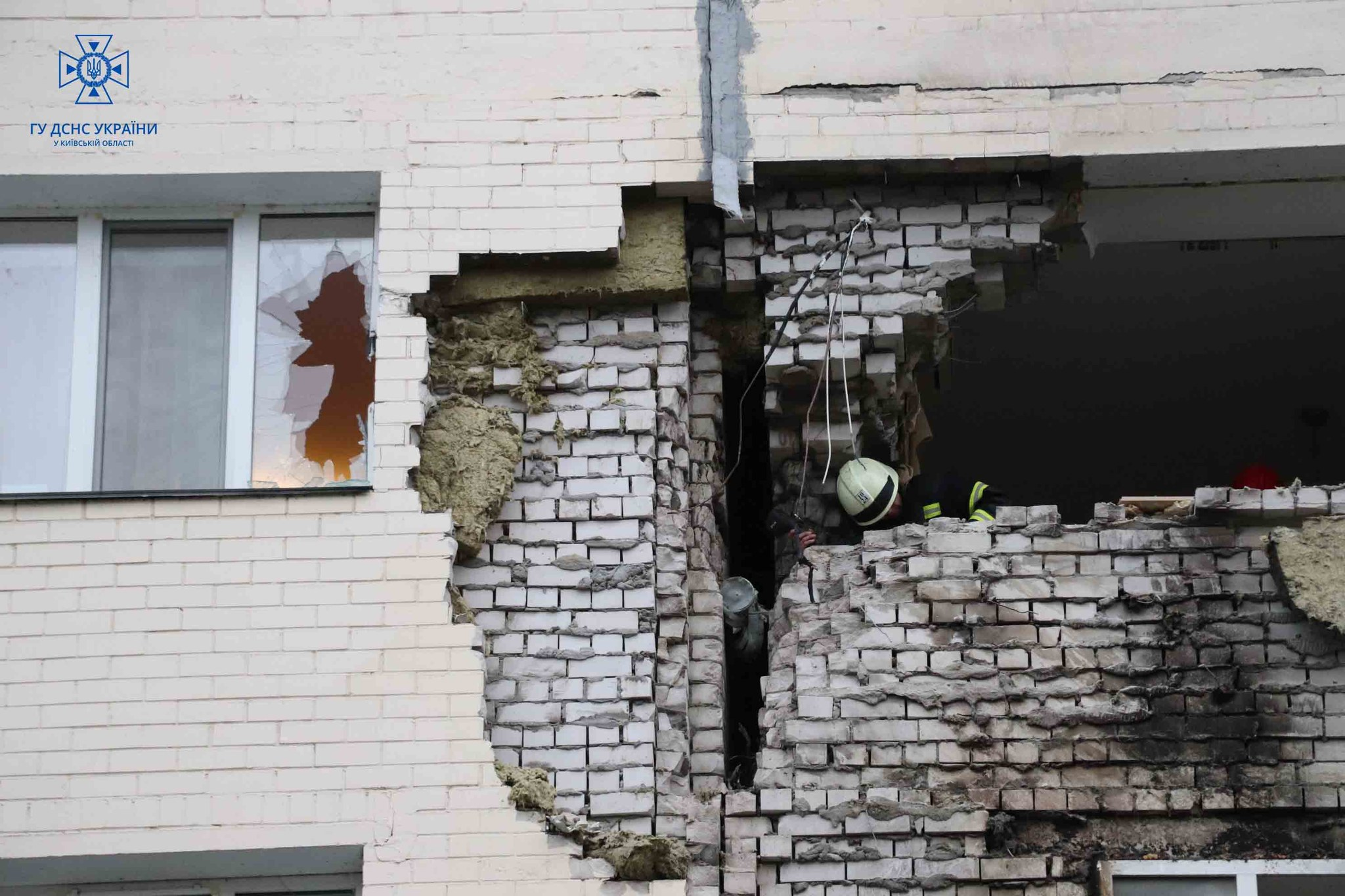
Повреждённый дом в Украинке

По словам главы Киевской городской военной администрации Сергея Попко, в Киевской области было сбито 11 ракет и два беспилотника. В результате падения осколков в Оболонском районе Киева были повреждены локальные линии электропередач и дорожное покрытие.
В городе Украинка в результате падения осколков ракет был повреждён жилой дом, 13-летняя девочка получила ранения и была госпитализирована.

## Реакция

### Украина
Президент Украины Владимир Зеленский назвал произошедшее «преступлением против человечности». Зеленский говорил: «Ракета по Умани, по городу, который абсолютно мирный, известный миру тем, что принимал ежегодно десятки тысяч паломников-хасидов». Он заявил: «Российский террор победим только совместно — оружием для Украины, самыми жёсткими санкциями против государства-террориста, справедливыми приговорами для убийц».
Генпрокуратура Украины возбудила дело по части 2 статьи 438 УКУ о нарушении правил и обычаев войны, сопровождающимся умышленным убийством.
В начале 2023 года СБУ завела уголовное дело на командующего дальней авиацией России Сергея Кобылаша за ведение агрессивной войны и посягательство на территориальную целостность Украины. В частности, Кобылаш подозревается в том, что он отдал приказ нанести ракетный удар по Умани.

### Россия
Минобороны России заявило, что российские войска «нанесли групповой ракетный удар высокоточным оружием по пунктам дислокации резервов ВСУ, цель удара достигнута». Однако представитель Минобороны не предоставил никакой информации о том, какие здания были выбраны в качестве целей и почему при этом были разрушены жилые дома. О жертвах среди мирного населения в сообщении Минобороны РФ также ничего сказано не было. При этом журналисты радио «Свобода» отмечали, что российские военные, как правило, отрицают свою причастность к гибели гражданских лиц.
В официальном Telegram-канале Минобороны РФ утром 28 апреля была опубликована фотография с ракетной установкой и надписью «Точно в цель».
Государственный телеканал «Россия-1» и Telegram-канал телеведущего и пропагандиста Владимира Соловьёва выдали кадры удара по Умани за обстрел Донбасса украинскими военными.

### Другие государства
МИД Франции осудил ракетную атаку, заявив, что Россия умышленно атакует жилые дома в ходе своей «захватнической войны» на Украине.

## Оценки
Журналисты отмечали, что в ходе вторжения на Украину российская армия неоднократно наносила удары по гражданским объектам: больницам, школам, жилым домам, детским садам. Некоторые свои атаки российское министерство обороны объясняло «пребыванием [на гражданских объектах] украинских националистов». Однако с начала 2023 года под российские атаки всё чаще стали попадать жилые дома, причём не только вблизи линии фронта, но и в глубоком тылу. Так, журналисты отмечали январский обстрел российскими силами города Днепра, когда в результате попадания ракеты в жилой дом погибло 46 человек, а также обстрелы жилых домов в Запорожье и Николаеве.
Украинские официальные лица и аналитики утверждали, что эти атаки являлись частью преднамеренной стратегии Кремля по запугиванию украинского населения.

## Галерея

Дом в Умани после российского обстрела
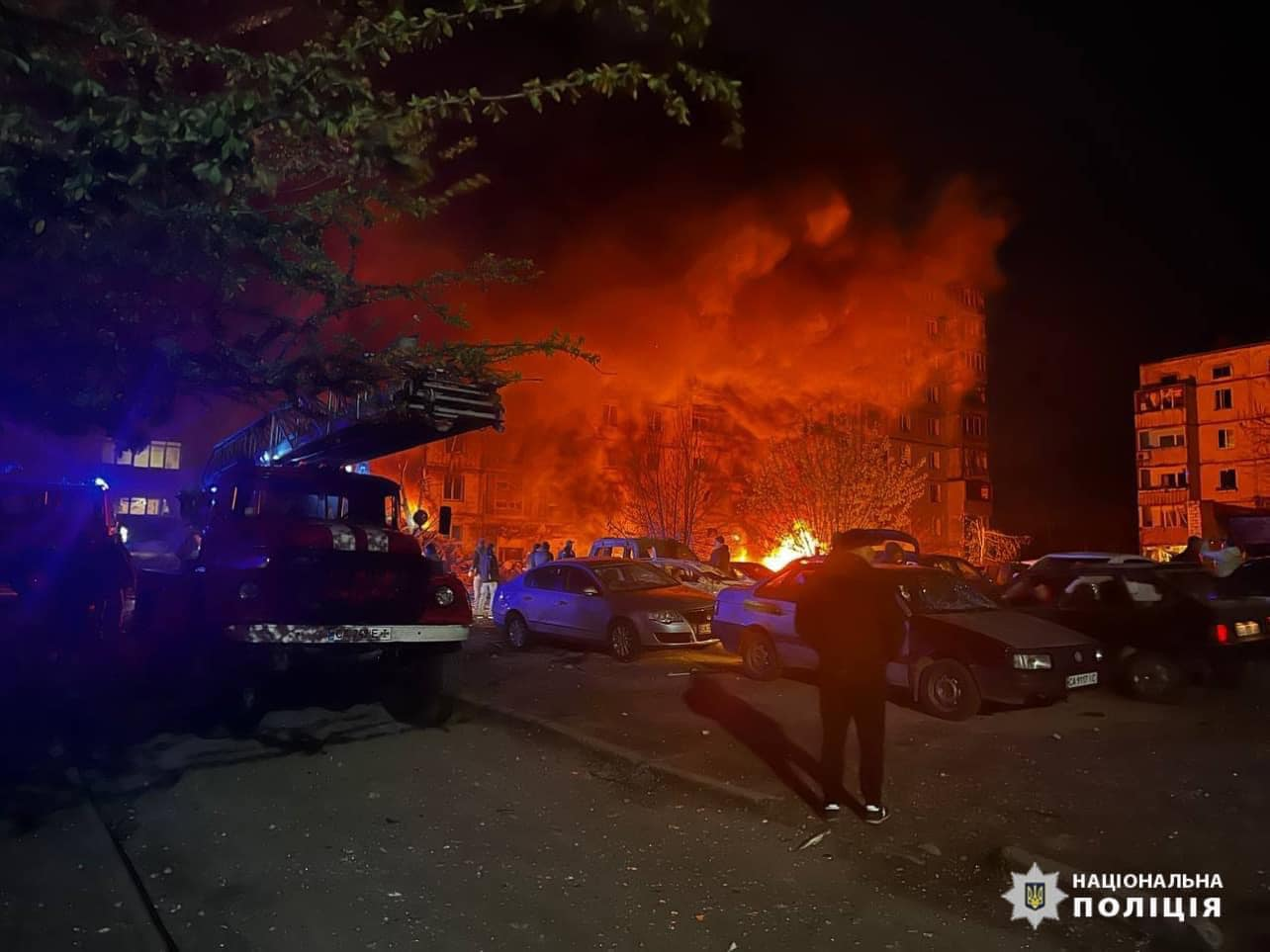
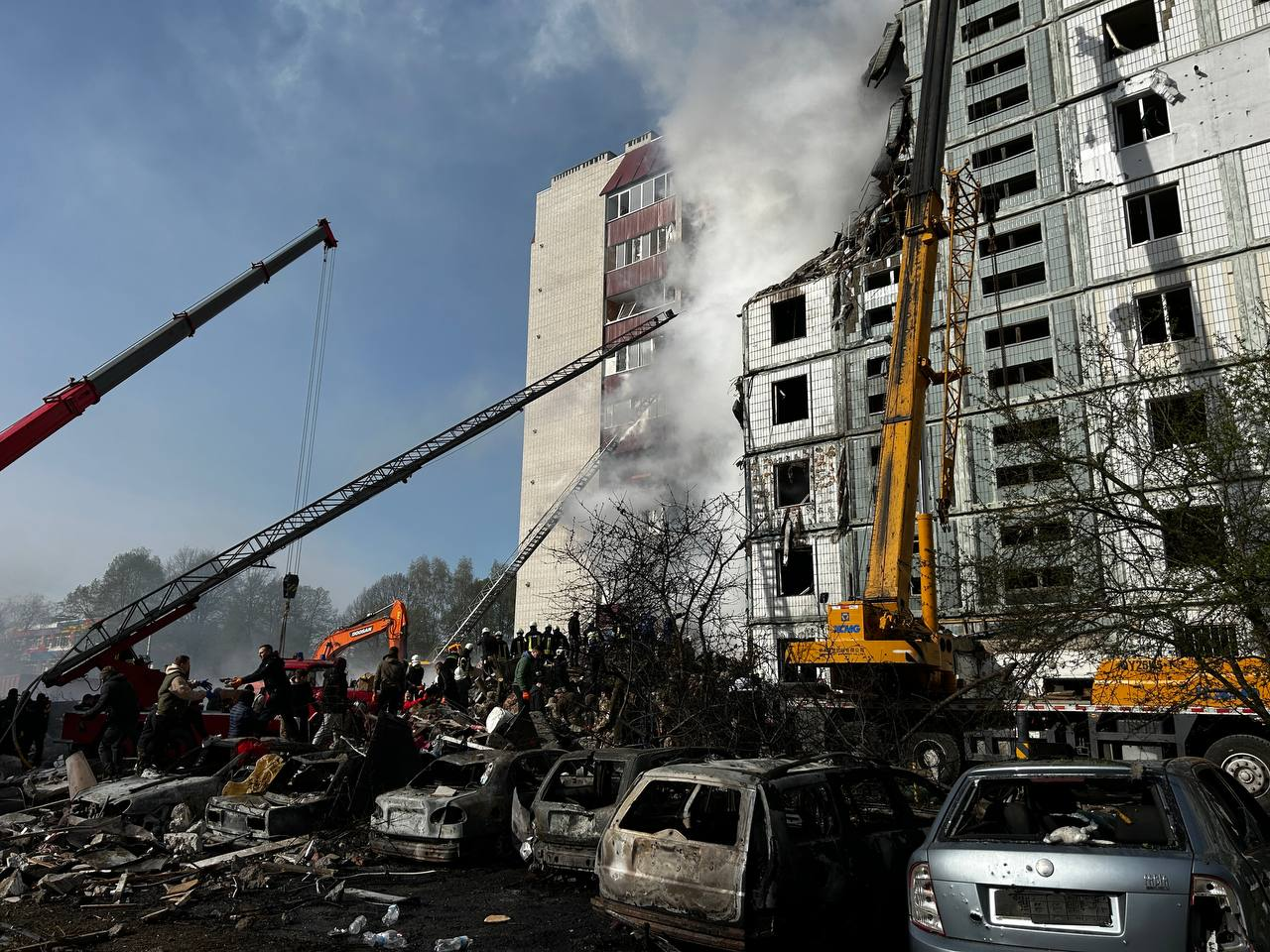
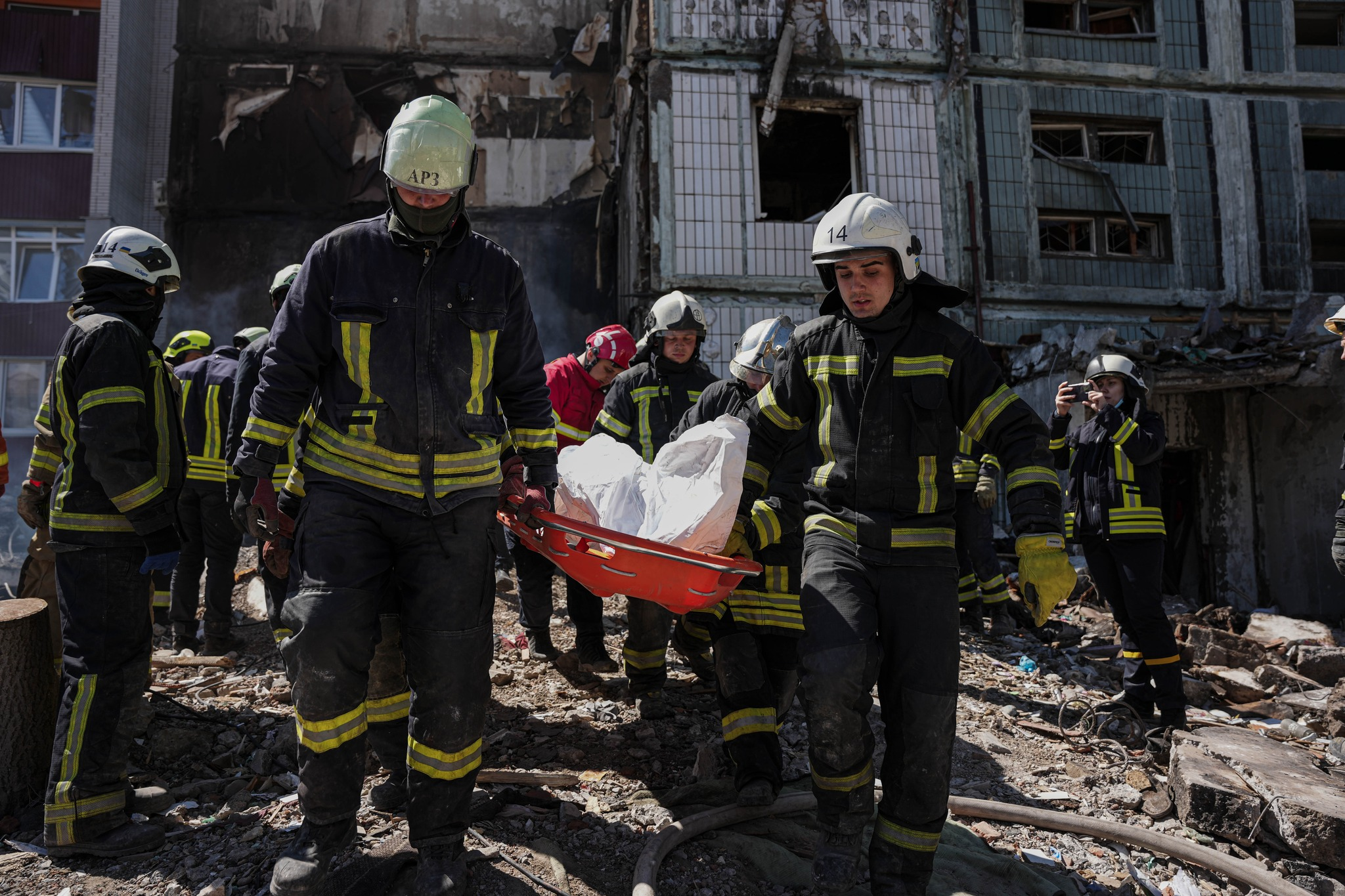
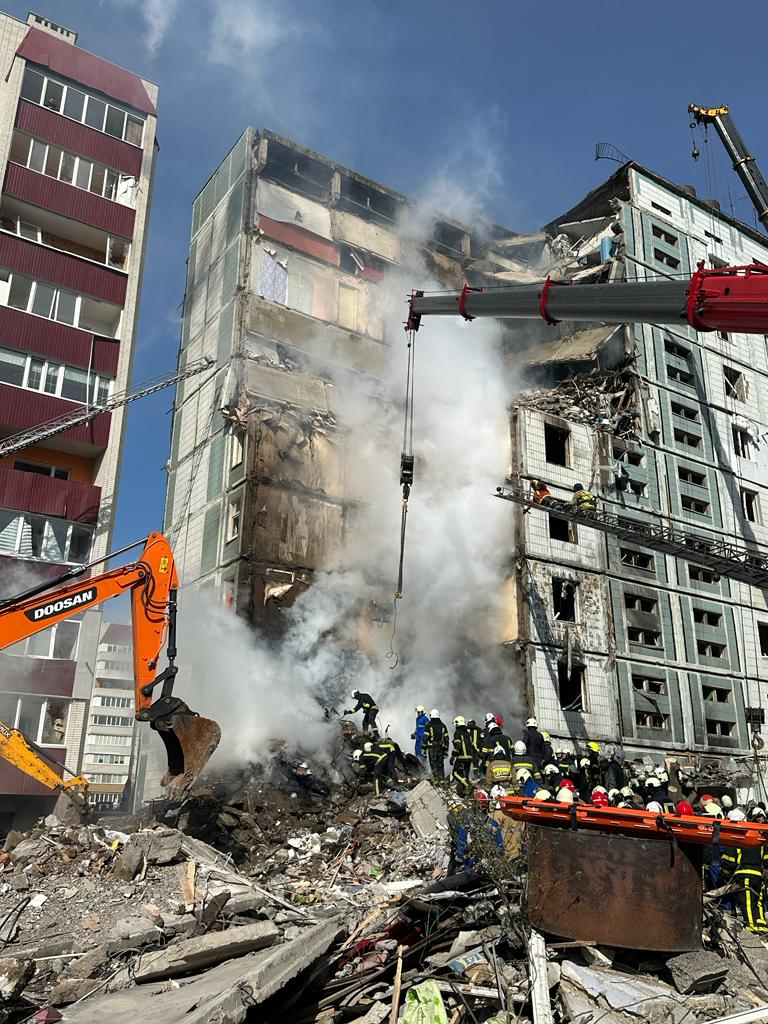